# Назаров Андрій Вікторович
Андрій Вікторович Назаров (рос. Андрей Викторович Назаров; 22 травня 1974, м. Челябінськ, СРСР) — російський хокеїст, лівий нападник. Головний тренер «Витязь» (Чехов).
Вихованець хокейної школи «Трактор» (Челябінськ). Виступав за «Динамо» (Москва), «Канзас-Сіті Блейдс» (ІХЛ), «Сан-Хосе Шаркс», «Kentucky Thoroughblades» (АХЛ), «Тампа-Бей Лайтнінг», «Калгарі Флеймс», «Анагайм Дакс», «Бостон Брюїнс», «Фінікс Койотс», «Металург» (Новокузнецьк), «Авангард» (Омськ), «Міннесота Вайлд», «Х'юстон Аерос» (АХЛ).
В чемпіонатах НХЛ — 571 матч (53+71), у турнірах Кубка Стенлі — 3 матчі (0+0).
У складі національної збірної Росії учасник чемпіонату світу 1998 (6 матчів, 1 гол). У складі юніорської збірної Росії учасник чемпіонату Європи 1992.
Досягнення
- Чемпіон МХЛ (1993)
- Володар Кубка європейських чемпіонів (2005)
- Фіналіст Кубка Європи (1992)
- Другий призер Кубка Лугано (1992).

Тренерська кар'єра
- Головний тренер «Трактор» (Челябінськ) (2008—10, КХЛ)
- Головний тренер «Витязь» (Чехов) (2010—12, КХЛ) з 11 жовтня 2010 по 2012
- Головний тренер «Сєвєрсталь» (Череповець) (2012—2013, КХЛ)
- Головний тренер ХК «Донбас» (Донецьк) (2013—2014, КХЛ)
- Головний тренер збірної команди України з хокею (2013—2014)[1].
- Головний тренер національної збірної Казахстану з хокею (з 2016).